# Promenaea
Promenaea é um género botânico pertencente à família das orquídeas (Orchidaceae). Foi proposto por John Lindley em 1843, publicado em Edwards's Botanical Register 29: Misc. 13. A espécie tipo é a Promenaea stapelioides (Link & Otto) Lindley, anteriormente descrita como Cymbidium stapelioides Link & Otto. O nome do gênero é uma referência à sacerdotisa grega Promenea, tão bela quanto as flores deste gênero.

## Distribuição
Promenaea agrupa cerca de dezoito pequenas espécies epífitas Brasileiras, de crescimento cespitoso, muito semelhantes quando sem flores, que existem nos locais mais úmidos, e sombrios, fartos em musgos, das matas da Serra do Mar e da Serra da Mantiqueira.
O gênero Promenaea é parente próximo de Zygopetalum. Suas raízes são finas, apresentam pequenos pseudobulbos ovóides ou elípticos, lateralmente comprimidos formando quilhas, às vezes inicialmente meio escondidos pelas Baínhas foliares laterais, lisos quando jovens e enrugados depois de velhos, com duas ou três folhas apicais macias, mais ou menos planas, acuminadas, para a base atenuadas e acanoadas. As Baínhas e folhas tem aspecto acetinado, verde claras ou azuladas.
A inflorescência é basal, horizontal ou pendente, racemosa, normalmente mais curta que as folhas, com apenas uma ou duas flores muito grandes quando comparadas ao porte da planta.
As flores são amarelo pálido ou vivo, maculadas ou não de vermelho escuro. As sépalas e pétalas abrem-se bem, são mais ou menos planas, e diferentes entre si, as sépalas mais acuminadas e as pétalas mais elípticas, com base assimétrica. Possuem labelo móvel projetado para frente, inserido no pé da coluna através de curto unguículo, levemente trilobado, ovalado, com lobos laterais erguidos, e lobo mediano largo e, em regra, com dois calos ou elevações transversais no disco. A coluna é prolongada em pé que forma pequeno mento com o labelo e sépalas, ereta e semi terete. Quatro polínias.